# Paramacroxiphus
Paramacroxiphus is een geslacht van rechtvleugeligen uit de familie sabelsprinkhanen (Tettigoniidae). De wetenschappelijke naam van dit geslacht is voor het eerst geldig gepubliceerd in 1961 door Willemse.

## Soorten
Het geslacht Paramacroxiphus omvat de volgende soorten:
- Paramacroxiphus aberrans Willemse, 1961
- Paramacroxiphus armatus Ingrisch, 2008
- Paramacroxiphus bifasciatus Ingrisch, 2008
- Paramacroxiphus brunneus Ingrisch, 2008
- Paramacroxiphus irregularius Ingrisch, 2008
- Paramacroxiphus maculatus Ingrisch, 2008
- Paramacroxiphus rufus Ingrisch, 2008
- Paramacroxiphus securiformis Ingrisch, 2008
- Paramacroxiphus tessellatus Karny, 1912
- Paramacroxiphus uniformis Ingrisch, 2008